# 熊野古道 (水森かおりの曲)
「熊野古道」（くまのこどう）は、2006年4月5日に発売された水森かおりの14枚目のシングル。

## 解説
- 2006年末の第57回NHK紅白歌合戦に4年連続4回目の出場を果たし、本楽曲を歌唱した。

## 収録曲
1. 熊野古道（4分52秒）
作詞：木下龍太郎／作曲：弦哲也／編曲：前田俊明
2. 熊野古道（オリジナルカラオケ）
3. 熊野古道（一般用カラオケ）
4. 桂浜（4分15秒）
作詞：麻こよみ／作曲：弦哲也／編曲：前田俊明
5. 桂浜（オリジナルカラオケ）
6. 桂浜（一般用カラオケ）